# Claws (canção)
"Claws" (estilizada em letras minúsculas) é uma canção da cantora britânica Charli XCX, contida no seu quarto álbum de estúdio, How I'm Feeling Now (2020). A faixa foi lançada como segundo single do álbum em 23 de abril de 2020, através da Atlantic e Asylum. Foi composta pela própria Charli em conjunto com BJ Burton e Dylan Brady que produziu a faixa.

## Antecedentes
Em 10 de abril de 2020, Charli XCX postou uma série de clipes das próximas músicas no Twitter, perguntando aos fãs qual deles eles mais gostaram. Em 13 de abril de 2020, ele anunciou que "Claws" seria o próximo single, embora ele estivesse pensando em chamá-lo de "I Like". No dia seguinte, confirmou que "Claws" seria o título oficial da canção.

## Composição
Produzido por Dylan Brady, do 100 Gecs, "Claws" é uma música electropop e glitch pop com elementos de hip hop, eletrônico, pop e trance. Liricamente, o amor é, no momento da auto-isolamento, inspirado por seu namorado que está em quarentena após a pandemia de coronavírus. Na produção da música, Alex Robert Ross, do The Fader, disse que "parece ser sugado para um modem e cuspido em um desenho animado colorido".

## Históricos de lançamentos
| Região | Data                | Formato(s)                 | Gravadora       | Ref.   |
| ------ | ------------------- | -------------------------- | --------------- | ------ |
| Várias | 23 de abril de 2020 | Download digital streaming | Atlantic Asylum | [ 15 ] |